# 石寨铺镇
石寨铺镇，是中华人民共和国河南省驻马店市遂平县下辖的一个乡镇级行政单位。

## 行政区划
石寨铺镇下辖以下地区：
石寨铺村、大金庄村、大魏庄村、大张庄村、黄庄庙村、李集村、柳庄村、彭庄村、万庄村、张楼村、张湾村和闫桥村。

## 交通
- 京广铁路：大刘庄站